# 哥伦比亚大学傅氏基金工程和应用科学学院
哥伦比亚大学傅氏基金工程与应用科学学院（The Fu Foundation School of Engineering and Applied Science），简称哥伦比亚大学工学院或哥伦比亚工程（Columbia Engineering），是美国纽约市哥伦比亚大学的工程与应用科学学院。1754年建校称作国王学院的纽约市哥伦比亚大学是美国历史上第五所建立的高等学府。
成立于1864年，初名哥伦比亚大学矿业学院，后改名为哥伦比亚大学矿业工程化学学院，最后定为哥伦比亚大学工程与应用科学学院。工学院是美国第三所建立的此类学术机构，也是纽约市除纽约大学理工学院外最早的工程学院。1997年10月1日接受日本華裔企业家傅在源捐款2600万美元，后来就以其所创建的傅氏基金命名。
时至今日，这所优秀的工程学院以其提供的课程的深度和广度以及前沿跨学科研究（和美国国家航空航天局、IBM、麻省理工学院、地球学院等学术和企业机构合作）著称。其专利每年可为哥伦比亚大学创收超过一亿美元。该院教师和校友引领包括调频广播和激微波在内的诸多科技成就。迄今为止，该院是唯一一所持有MPEG-2技术专利份额的学术机构。
该院的应用数学、生物医学工程和计算机科学项目均被《美国新闻与世界报道》和美国国家科学研究委员会评定为全国前列；其运筹学系下的金融工程专业在全国名列前茅并在世界范围内前三名。现时200名教员队伍中有27位美国国家工程院院士和一位诺贝尔奖得主。该院教员和校友总共获得了10项诺贝尔物理学奖、化学奖、生物医药奖和经济学奖。
这所每届毕业本科生仅有大约300人的学院亦使用哥伦比亚大学超过七十亿的校产，且和其颁发文学学士学位的本科姊妹文理学院哥伦比亚学院保持密切联系。
该院现任院长为2013年就职的玛丽·肯宁汉·博伊斯。

## 历史沿革

### 1754年的首部宪章
在哥伦比亚学院1754年的首部宪章中写有教授“数学和计量、调查和航海的技艺，流星、石头、矿产和矿物、植物和动物的知识，以及对于生活的舒适、便利和优雅有用的一切”的指引。即使在任何独立的工程学院建立之前，工程就是哥伦比亚的一部分。

### 改名
1896年，该院改名为“矿业、工程和化学学院”。此前，哥伦比亚大学不只教授了前一院名所说的工程，因而改名。

## 招生
该院2018届本科生的录取率大约为7%。
录取学生中大约95%在高中毕业时名列年级前10%。